# Надточаевка (Наровлянский район)
Надточа́евка (бел. Надтачаеўка) — упразднённая деревня в Вербовичском сельсовете Наровлянского района Гомельской области Беларуси.
В связи с радиационным загрязнением после катастрофы на Чернобыльской АЭС жители (85 семей) переселены в 1986 году в чистые места, преимущественно в деревню Горочичи Калинковичского района.

## География

### Расположение
Деревня расположена на территории Полесского радиационно-экологического заповедника, в 35 км на северо-восток от Наровли, 60 км от железнодорожной станции Ельск (на линии Калинковичи — Овруч), 213 км от Гомеля.

### Гидрография
На восточной окраине озеро Старая Речка.

## Транспортная сеть
Транспортные связи по просёлочной, а затем автодороге Дёрновичи — Наровля. Планировка состоит из прямолинейной улицы почти меридиональной ориентации, которая на севере разветвляется на 3 короткие улицы. Застройка двусторонняя, деревянная, усадебного типа.

## История
Обнаруженные археологами находки каменного и железного веков (в 0,5 км на юг от деревни) свидетельствуют о заселении этих мест с давних времён. По письменным источникам известна с начала XIX века как деревня в Речицком уезде Минской губернии, во владении дворянина Горвата. В 1879 году упоминается в числе селений Белосороковского церковного прихода. В 1908 году в Дерновичской волости Речицкого уезда Минской губернии. В 1931 году организован колхоз имени В. М. Молотова, работала кузница. Во время Великой Отечественной войны 49 жителей погибли на фронте. В 1986 году была в составе совхоза «Припять» (центр — деревня Довляды).

## Население

### Численность
- 1986 год — жители (85 семей) переселены.

### Динамика
- 1834 год — 19 дворов.
- 1897 год — 26 дворов 194 жителя (согласно переписи).
- 1908 год — 47 дворов 233 жителя.
- 1959 год — 336 жителей (согласно переписи).
- 1986 год — 85 дворов, 186 жителей.
- 1986 год — жители (85 семей) переселены.